# Бутенко, Галина Ефимовна
Бутенко Галина Ефимовна (укр. Галина Юхимівна Бутенко; род. 20 апреля 1927, Сталин) — советский и украинский учёный, доктор медицинских наук, профессор медицины (1984).

## Биография
Родилась 20 апреля 1927 года в Донецке. В 1965 г. после окончания Крымского медицинского института работала врачом-фтизиатром в г. Чистяково Донецкой области, клиническим ординатором на кафедре фтизиатрии Крымского медицинского института, заведующим медицинской частью санатория «Старый Крым», заведующим отделением Донецкого туберкулезного диспансера № 1.

## Научная деятельность
В 1964—1975 годах — ассистент кафедры фтизиатрии Донецкого медицинского института. В течение 1975—1984 годов — старший научный сотрудник пульмонологического отделения Ялтинского научно-исследовательского института им. Сеченова. Одновременно училась в аспирантуре Киевского института туберкулеза и грудной хирургии. В 1967 г. защитила кандидатскую, в 1977 г. — докторскую диссертации. В 1984 году избрана профессором кафедры внутренних болезней Черновицкого медицинского института, впоследствии — заведующим кафедрой фтизиатрии (1984—1988).
Автор 78 научных работ, 4 изобретений, 15 рационализаторских предложений. Под её руководством защищены 3 кандидатские диссертации.